# Hippaliosina depressa
Hippaliosina depressa är en mossdjursart som först beskrevs av Busk 1854.  Hippaliosina depressa ingår i släktet Hippaliosina och familjen Hippaliosinidae. Inga underarter finns listade i Catalogue of Life.